# Webersgehren
Webersgehren ist eine abgegangene Einzelsiedlung auf der Gemarkung von Alfdorf, einer Gemeinde im baden-württembergischen Rems-Murr-Kreis. Die Siedlung wurde Mitte des 19. Jahrhunderts aufgegeben.

## Lage
Webersgehren lag in Waldeinsamkeit in einer Wegschleife auf einem Bergsporn zwischen der Lein und dem Aitelbach, etwa auf halbem Weg zwischen Alfdorf und Durlangen.

## Geschichte
In der Beschreibung des Oberamts Welzheim von 1845 wird Webersgehren als Einzelhaus und neuere Ansiedlung bezeichnet. Die 11 Einwohner von Webersgehren waren alle römisch-katholischer Konfession. Zwischen 1845 und 1847 wurde die Siedlung aufgegeben.

### Einwohnerentwicklung
- 1838: 13 Einwohner[3]
- 1845: 11 Einwohner